# Sciades suffusus
Sciades suffusus là một loài bọ cánh cứng trong họ Cerambycidae.